# 1. florbalová liga mužů 1999/2000
1. florbalová liga mužů 1999/2000 byla 7. ročníkem nejvyšší mužské florbalové soutěže v Česku.
Základní část soutěže odehrálo 12 týmů systémem dvakrát každý s každým. Prvních osm týmů postoupilo do play-off. 
Vítězem ročníku se potřetí stal tým 1. SC SSK Vítkovice po porážce týmu Tatran Střešovice, mistra předchozích dvou ročníků, ve finále. Vítkovice získaly v tomto ročníku titul i v ženské lize. Bylo to poprvé co se jednomu oddílu podařilo získat v jednom roce v play-off titul v mužské i ženské soutěži.
Nováčky v této sezoně byly týmy FO USK Slávie Ústí nad Labem a 1. SC Ostrava, které do 1. ligy postoupily poprvé. Tým 1. SC Ostrava vznikl přejmenováním B týmu 1. SC SSK Vítkovice, který by jinak postoupit nemohl. Hned ve své první sezóně se probojoval do play-off.
Na sestupových místech skončily týmy FBT Praha a SK Sharks Havlíčkův Brod. Tým FBT Praha sestoupil po dvou sezónách v nejvyšší soutěži a přihlásil se v další sezóně až do 3. ligy. Havlíčkův Brod vypadl po šesti letech a zanikl. Jeho prohra 3 : 27 s týmem FBC Ostrava z této sezóny, je nejvyšší porážka v historii soutěže. Týmy byly v následující sezóně nahrazeny týmy Crazy Boys FBC Liberec a Hippos Žďár nad Sázavou, které postoupily z prvního a druhého místa v tomto ročníku 2. ligy. Liberec se do 1. ligy vrátil po jedné sezóně v nižší soutěži. Žďár postoupil do nejvyšší soutěže poprvé.

## Základní část
| Poř. | Tým                          | Záp. | Výh. | Rem. | Pro. | Branky    | Body | Poznámka |
| ---- | ---------------------------- | ---- | ---- | ---- | ---- | --------- | ---- | -------- |
| 1.   | 1. SC SSK Vítkovice          | 22   | 19   | 2    | 1    | 125 : 421 | 40   | play-off |
| 2.   | Tatran Střešovice            | 22   | 15   | 3    | 4    | 112 : 561 | 33   | play-off |
| 3.   | FBC Ostrava                  | 22   | 13   | 3    | 6    | 136 : 731 | 29   | play-off |
| 4.   | TJ Mentos Chodov             | 22   | 11   | 3    | 8    | 196 : 711 | 25   | play-off |
| 5.   | 1. SC Ostrava                | 22   | 12   | 0    | 10   | 185 : 931 | 24   | play-off |
| 6.   | Torpedo Pegres Havířov       | 22   | 10   | 3    | 9    | 187 : 881 | 23   | play-off |
| 7.   | VSK FS Bulldogs Brno         | 22   | 9    | 4    | 9    | 195 : 981 | 22   | play-off |
| 8.   | AC Sparta CCS                | 22   | 10   | 1    | 11   | 184 : 811 | 21   | play-off |
| 9.   | FK Inpress Třeboň            | 22   | 7    | 4    | 11   | 174 : 931 | 18   |          |
| 10.  | FO USK Slávie Ústí nad Labem | 22   | 6    | 1    | 15   | 187 : 116 | 13   |          |
| 11.  | FBT Praha                    | 22   | 4    | 3    | 15   | 160 : 108 | 11   | sestup   |
| 12.  | SK Sharks Havlíčkův Brod     | 22   | 2    | 1    | 19   | 175 : 197 | 5    | sestup   |

## Vyřazovací boje

### Pavouk
|  | Čtvrtfinále (na zápasy) | Čtvrtfinále (na zápasy) |                     |   | Semifinále (na zápasy) | Semifinále (na zápasy) |  |  | Finále (na zápasy) | Finále (na zápasy) |
|  |                         |                         |                     |   |                        |                        |  |  |                    |                    |
|  |                         |                         |                     |   |                        |                        |  |  |                    |                    |
|  | 1. SC SSK Vítkovice     | 2                       |                     |   |                        |                        |  |  |                    |                    |
|  | 1. SC SSK Vítkovice     | 2                       |                     |   |                        |                        |  |  |                    |                    |
|  | AC Sparta CCS           | 0                       |                     |   |                        |                        |  |  |                    |                    |
|  | AC Sparta CCS           | 0                       | 1. SC SSK Vítkovice | 2 |                        |                        |  |  |                    |                    |
|  |                         |                         | 1. SC SSK Vítkovice | 2 |                        |                        |  |  |                    |                    |
|  |                         | TJ Mentos Chodov        | 0                   |   |                        |                        |  |  |                    |                    |
|  | TJ Mentos Chodov        | TJ Mentos Chodov        | 0                   | 2 |                        |                        |  |  |                    |                    |
|  | TJ Mentos Chodov        |                         |                     | 2 |                        |                        |  |  |                    |                    |
|  | 1. SC Ostrava           | 0                       |                     |   |                        |                        |  |  |                    |                    |
|  | 1. SC Ostrava           | 0                       | 1. SC SSK Vítkovice | 2 |                        |                        |  |  |                    |                    |
|  |                         |                         | 1. SC SSK Vítkovice | 2 |                        |                        |  |  |                    |                    |
|  |                         | Tatran Střešovice       | 1                   |   |                        |                        |  |  |                    |                    |
|  | Tatran Střešovice       | Tatran Střešovice       | 1                   | 2 |                        |                        |  |  |                    |                    |
|  | Tatran Střešovice       |                         |                     | 2 |                        |                        |  |  |                    |                    |
|  | VSK FS Bulldogs Brno    | 0                       |                     |   |                        |                        |  |  |                    |                    |
|  | VSK FS Bulldogs Brno    | 0                       | Tatran Střešovice   | 2 |                        |                        |  |  |                    |                    |
|  |                         |                         | Tatran Střešovice   | 2 |                        |                        |  |  |                    |                    |
|  |                         | FBC Ostrava             | 0                   |   |                        |                        |  |  |                    |                    |
|  | FBC Ostrava             | FBC Ostrava             | 0                   | 2 |                        |                        |  |  |                    |                    |
|  | FBC Ostrava             |                         |                     | 2 |                        |                        |  |  |                    |                    |
|  | Torpedo Pegres Havířov  | 0                       |                     |   |                        |                        |  |  |                    |                    |
|  | Torpedo Pegres Havířov  | 0                       |                     |   |                        |                        |  |  |                    |                    |

### Čtvrtfinále
Na dva vítězné zápasy.
1. SC SSK Vítkovice – AC Sparta CCS 2 : 0 na zápasy
- Sparta – Vítkovice 2 : 10 (0:3, 1:1, 1:6)
- Vítkovice – Sparta 9 : 0 (4:0, 1:0, 4:0)

Tatran Střešovice – VSK FS Bulldogs Brno 2 : 0 na zápasy
- Bulldogs – Tatran 0 : 6 (0:3, 0:2, 0:1)
- Tatran – Bulldogs 2 : 1 (2:0, 0:0, 0:1)

FBC Ostrava – Torpedo Pegres Havířov 2 : 0 na zápasy
- Havířov – FBC Ostrava 4 : 5 (1:3, 2:0, 1:2)
- FBC Ostrava – Havířov 5 : 3 (1:0, 2:1, 2:2)

TJ Mentos Chodov – 1. SC Ostrava 2 : 0 na zápasy
- 1. SC Ostrava – Chodov 3 : 4ts (1:1, 0:1, 2:1)
- Chodov – 1. SC Ostrava 3 : 2pp (0:1, 0:1, 2:0)

### Semifinále
Na dva vítězné zápasy.
1. SC SSK Vítkovice – TJ Mentos Chodov 2 : 0 na zápasy
- Chodov – Vítkovice 1 : 3 (0:1, 0:0, 1:2)
- Vítkovice – Chodov 4 : 1 (1:1, 1:0, 2:0)

Tatran Střešovice – FBC Ostrava 2 : 0 na zápasy  
- FBC Ostrava – Tatran 1 : 8 (1:2, 0:1, 0:5)
- Tatran – FBC Ostrava 4 : 3 (2:0, 2:2, 0:1)

### Finále
Na dva vítězné zápasy.
1. SC SSK Vítkovice – Tatran Střešovice 2 : 1 na zápasy
- Tatran – Vítkovice 3 : 2 (2:1, 0:0, 1:1)
- Vítkovice – Tatran 4 : 3 (1:1, 1:0, 2:2)
- Vítkovice – Tatran 2 : 1 (1:0, 0:1, 1:0)

### O 3. místo
Na jeden vítězný zápas.
FBC Ostrava – TJ Mentos Chodov   9 : 3  (2:0, 3:1, 4:2)

### Konečná tabulka play-off
| Pořadí           | Tým                    |
| ---------------- | ---------------------- |
| Zlatá medaile    | 1. SC SSK Vítkovice    |
| Stříbrná medaile | Tatran Střešovice      |
| Bronzová medaile | FBC Ostrava            |
| 4.               | TJ Mentos Chodov       |
| 5.               | 1. SC Ostrava          |
| 6.               | Torpedo Pegres Havířov |
| 7.               | VSK FS Bulldogs Brno   |
| 8.               | AC Sparta CCS          |